# Корнинський заказник
Ко́рнинський зака́зник — ботанічний заказник місцевого значення в Україні. Розташований у межах Рівненського району Рівненської області, на схід від села Корнин. 
Площа 77 га. Статус надано згідно з рішенням облвиконкому від 22.11.1983 року № 343 (зміни згідно з рішенням облвиконкому від 18.06.1991 року № 98). Перебуває у віданні ДП «Рівненський лісгосп» (Здолбунівське л-во, кв. 1, 2). 
Статус надано для збереження природного комплексу на схилах пагорбів центральної частини Рівненського плато. Територія заказника охоплює лісовий масив, у якому зростають дуб, береза, сосна, граб, осика, липа, черешня, ясен. У підліску — ліщина, бузина чорна, горобина, бруслина бородавчаста, бруслина європейська, свидина кров'яна. У трав'яному покриві трапляються рідкісні види: підсніжник європейський, лілія лісова, любка зеленоцвіта, гніздівка звичайна, вовчі ягоди пахучі (занесені до Червоної книги України). 
Тут гніздуються зозуля, дятел звичайний, сорока, синиця велика, шпак звичайний, сойка, горобець польовий, чиж, повзик. Водяться заєць сірий, вивірка звичайна, ласка, куниця лісова, їжак білочеревий, кріт європейський, інколи трапляються вепр, лисиця.